# Gustaaf Hulstaert
Gustaaf Hulstaert (Melsele, 5 juli 1900 – Mbandaka, 12 februari 1990) was een Belgische entomoloog en missionaris.

## Levensloop
In België verzamelde en bestudeerde hij insecten, ook die uit Nieuw-Guinea en delen van Indonesië die hem door collega-missionarissen in Nederlands-Indië werden gestuurd. Toen hij op 15 september 1925 naar Congo-Kinshasa werd gestuurd, weerhield dit hem er niet van om zijn hobby te blijven uitoefenen. Zijn collectie wordt bewaard in het Naturalis Biodiversity Center in Leiden, Nederland.
In zijn 65-jarige carrière als missionaris in Congo-Kinshasa was hij pater en schooldirecteur in Flandria (Boteka), directeur van het seminarie in Bokuma. Van 1936 tot 1951 woonde hij in Mbandaka als prior en inspecteur van de missiescholen. Daarna was hij vrij om wetenschappelijk werk te verrichten zowel op het gebied van de kerk als de entomologie.
Hij bestudeerde de taal en cultuur van het Mongo-volk en publiceerde een woordenboek en verschillende boeken over hun cultuur en taal, waaronder Le Marriage des Nkundó. Hij vertaalde de integrale tekst van het Nieuwe en Oude Testament in het Lomongo.
Hij schreef ruim 400 publicaties op het gebied van etnografie, cultuur, religie en entomologie. In 1937 richtte hij samen met pater Boelaert het wetenschappelijk tijdschrift Aequatoria op, waarvan hij 25 jaar lang redacteur was. Hij was lid van de Koninklijke Academie voor Overzeese Wetenschappen en vrijwillig wetenschapper bij het Koninklijk Museum voor Midden-Afrika in Tervuren. Hij werd geëerd voor zijn enorme wetenschappelijke werk en kreeg het doctoraat "honoris causa" van de universiteiten van Mainz (Duitsland) en Kinshasa (Congo-Kinshasa).
Voordat Gustaaf Hulstaert in 1925 als missionaris naar Congo-Kinshasa werd gestuurd, bestudeerde hij de insecten, en vooral de vlinders van Indonesië, inclusief die van Papoea en West-Papoea. Het materiaal werd hem toegestuurd door verschillende collega-zendelingen in die regio. Helaas waren de exemplaren vaak in slechte staat toen ze in Heverlee, de woonplaats van Hulstaert in België, aankwamen. Niettemin nam Hulstaert de moeite om veel soorten te bestuderen, identificeren en, volgens hem, te beschrijven als nieuw voor de wetenschap. Helaas had Hulstaert waarschijnlijk geen gelegenheid om belangrijke natuurhistorische collecties te bezoeken of had hij geen toegang tot belangrijke taxonomische literatuur, omdat veel van de door hem beschreven soorten later als junior synoniemen werden aangemerkt. Hij moet al vroeg op de hoogte zijn geweest van zijn toekomstige positie als missionaris in Congo-Kinshasa, want hij had haast; alle belangrijke publicaties over Indonesische vlinders werden gepubliceerd in 1923 en 1924. Een deel van zijn Belgische privécollectie Lepidoptera bestaat nog steeds en is opgeslagen in de Lepidoptera-collectie van het Naturalis Biodiversity Center in Leiden, net als al zijn type-exemplaren van Lepidoptera uit Indonesië. Zijn Afrikaanse insecten worden bewaard in het Koninklijk Museum voor Midden-Afrika in Tervuren.

## Enkele publicaties
- Hulstaert, G., 1923. On Lepidoptera from New Guinea, Kei, Tenimber, the Philippines, and Australia. Annals and Magazine of Natural History (9)11: 178-190.
- Hulstaert, R. P. G. 1923. Les Agaristidae du Musee du Congo à Tervueren. Revue Zoologique Africaine 11: 198-208.
- Hulstaert, R. P. G. 1923. Une aberration albinique de Hypolimnas dubia Pal. Revue Zoologique Africaine 11: 209-210.
- Hulstaert, R. P. G. 1924. Rhopaloceres nouveaux du Congo Belge. Revue de Zoologie et de Botanique Africaine 12 : 476-481
- Hulstaert, G., 1924a. New Indo-Australian Noctuidae. Annals and Magazine of Natural History (9)13: 97-127.
- Hulstaert, G., 1924b. New moths from New Guinea, Kei, and Tenimber. Annals and Magazine of Natural History (9)13: 127-139.
- Hulstaert, G., 1924c. Heteroceres indoaustraliens nouveaux. Annales de la Société Entomologique de Belgique 64: 85-101.
- Hulstaert, G., 1926. Rhopaloceres nouveaux du Musee du Congo Belge. Revue de Zoologie et de Botanique Africaine 14: 60-63.

- Biblioteca Nacional de España: XX1231193
- Bibliothèque nationale de France: cb120313395 (data)
- CiNii: DA06028851
- Gemeinsame Normdatei: 127795804
- International Standard Name Identifier: 0000 0001 1559 1147
- Library of Congress Control Number: n82101332
- Nationale Bibliotheek van Tsjechië: jx20050624015
- Nationale Bibliotheek van Israël: 987007280628705171
- Nederlandse Thesaurus van Auteursnamen: 070573832
- LIBRIS: 62107
- Système universitaire de documentation: 060652950
- Virtual International Authority File: 7405786
- WorldCat: E39PBJqFTgqFHC8RHDr94FWv73